# MG One
MG One – samochód osobowy typu SUV klasy średniej produkowany pod brytyjsko-chińską marką MG od 2021 roku.

## Historia i opis modelu

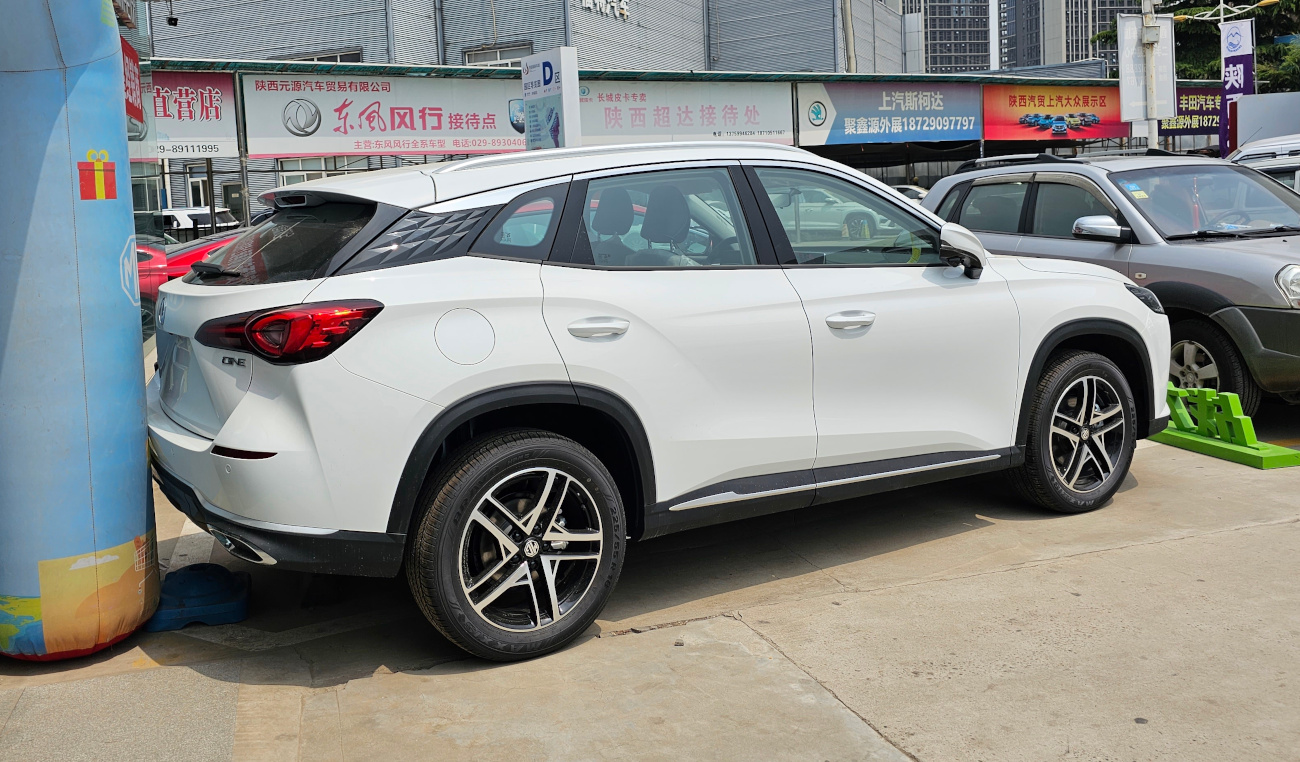
MG One α - tył

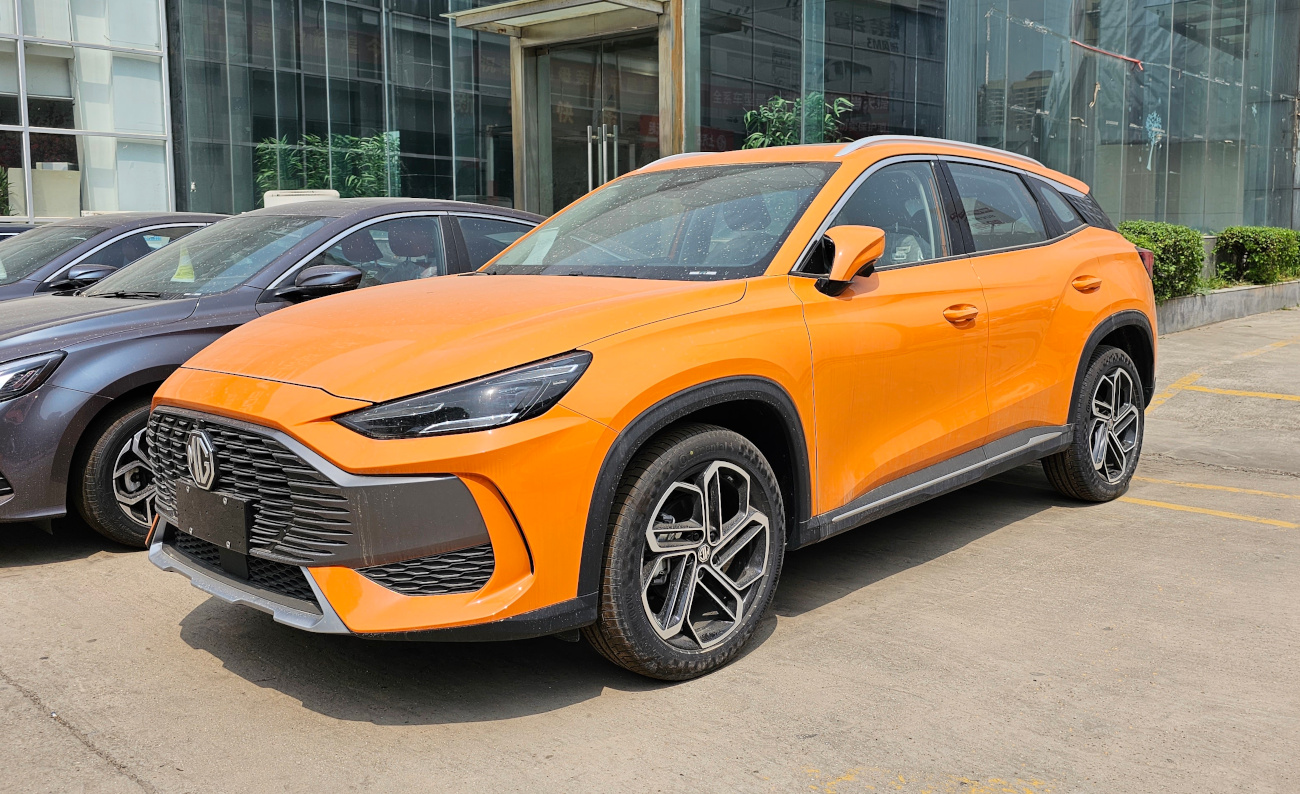
MG One β

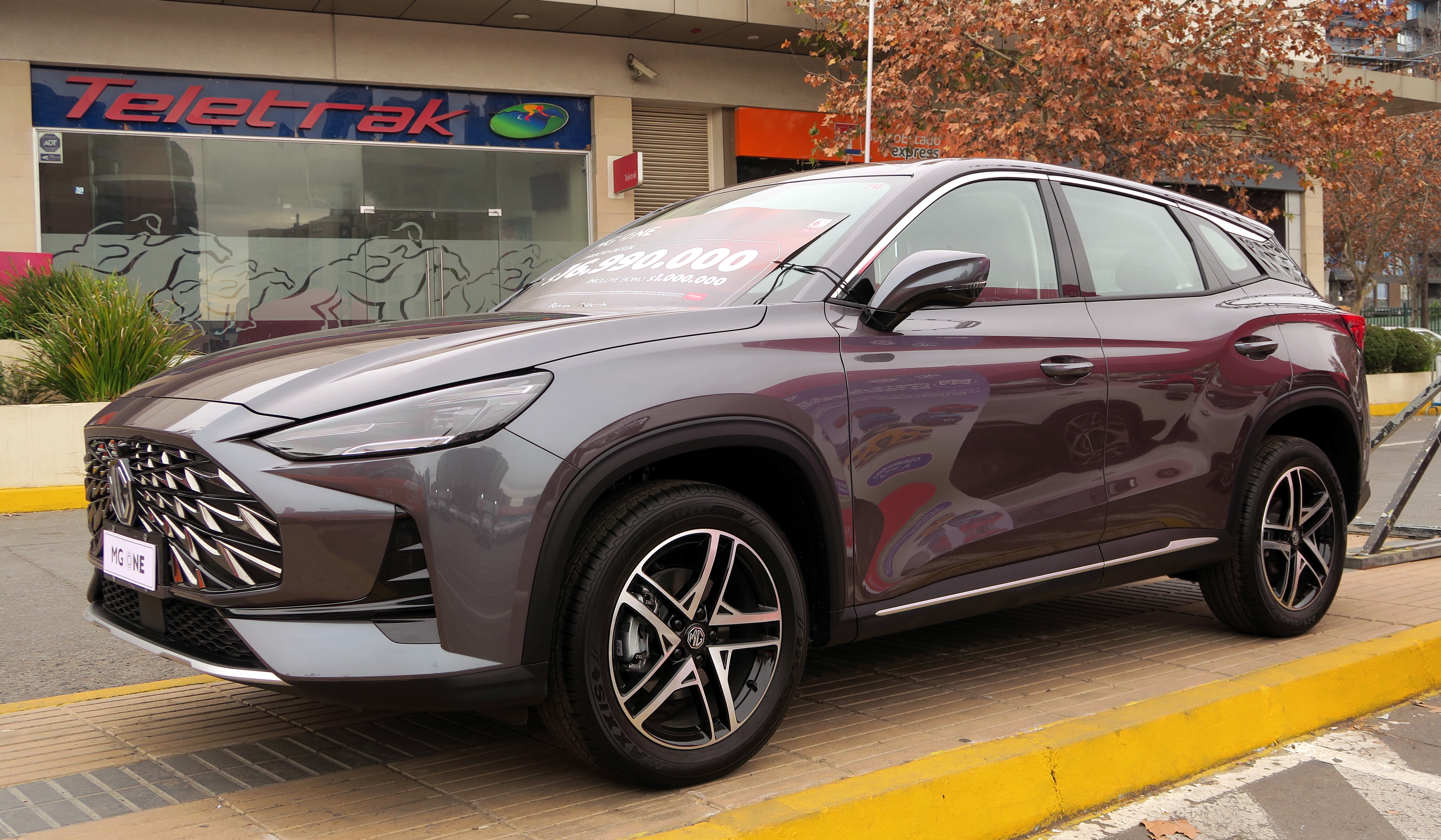
chiljskie MG One

W ostatnich dniach lipca 2021 MG przedstawiło nowy model o nazwie One jako czwartego SUV-a w gamie, a także trzeci pojazd po MG 6 i MG Pilot, który utrzymano w nowym języku stylistycznym trzeciej generacji. Pojazd zyskał tym samym awangardowo ukształtowaną bryłę nadwozia bogatą w liczne ostre linie i przetłozenia, rozległą atrapę chłodnicy w kształcie trapezu, smukłe reflektory, a także sylwetkę nawiązującą do skoku geparda. 
Średniej wielkości SUV jako pierwszy model MG oparty został na nowej modułowej platformie SIGMA, która pozwala zmaksymalizować przestrzeń w kabinie pasażerskiej nawet do 70% kosztem skompresowanych komponentów mechanicznych.
Samochód opracowano z wykorzystaniem wyłącznie turbodoładowanego, 1,5-litrowego silnika benzynowego w połączeniu z 6-biegową manualną lub 7-biegową, dwusprzęgłową skrzynią biegów. Jednostka napędowa oferuje 181 KM mocy, a także 280 Nm maksymalnego momentu obrotowego.

### Sprzedaż
W przeciwieństwie do innych SUV-ów w gamie firmy, MG One zachowało okrojony zasięg rynkowy nie uwzględniający m.in. Europy czy Australii. W pierwszej kolejności pojazd zadebiutował w listopadzie 2021 roku na wewnętrznym rynku chińskim. W kwietniu 2023 zdecydowano się o rozpoczęciu eksportu do pierwszego rynku zagranicznego, inaugurując debiut One'a w regionie Bliskiego Wschodu. Miesiąc później samochód poszerzył gamę modelową MG także w Chile.

### Silnik
- R4 1.5l Turbo 181 KM